# あなたとトゥラッタッタ♪/THE WAY I DREAM
「あなたとトゥラッタッタ♪ / THE WAY I DREAM」（あなたとトゥラッタッタ / ザ・ウェイ・アイ・ドリーム）は、2018年（平成30年）11月14日に発売されたDREAMS COME TRUEの通算53枚目のシングル。

## 概要
シングルCDとしてのリリースは、2014年3月の「AGAIN」以来4年8か月ぶりで、平成元年（1989年）にデビューしたDREAMS COME TRUEの平成最後の作品でもある。
- 表題曲「あなたとトゥラッタッタ♪」は、NHK連続テレビ小説『まんぷく』のために書き下ろした楽曲[4][5][8][9][10][11]。
- 同局の連続テレビ小説に書き下ろし曲を提供するのは、1992年の『ひらり』（タイトルは「晴れたらいいね」）以来26年振り[4][8][10][11]。また、同主題歌を担当した「晴れたらいいね」は、およそ26年振りに歌い直したリメイクバージョン（「〜VERSION'18〜」）として収録されている[4][5][9]。2018年9月28日には「あなたとトゥラッタッタ♪」の“歌詩”が、オフィシャルサイトにて先行公開された[12]。
- 大阪桐蔭高校吹奏楽部とコラボしたブラスバンドバージョンも収録[4][5][9]。
- 「THE WAY I DREAM」は「MTG×DREAMS COME TRUE コラボレーション・ソング」として書き下ろされた新曲である[4][5][6][7]。

- 2019年に稼働した「太鼓の達人 グリーンVer.」では、同年4月25日のアップデートで、本曲「あなたとトゥラッタッタ♪」が追加された。
  - 2019年4月25日から10月16日までの収録当初はこの曲のカバー音源が使われたが、後の10月17日にカバー音源から通常の本人音源に変わった。これに伴い、後日アーティスト名も追記された。

## 収録曲
| 全作詞: 吉田美和。 |                                                  |           |                    |           |                          |      |
| #                  | タイトル                                         | 作詞      | 作曲               | 編曲      | 演奏                     | 時間 |
| 1.                 | 「あなたとトゥラッタッタ♪」                      | 吉田美和  | 吉田美和、中村正人 |           |                          | 2:33 |
| 2.                 | 「THE WAY I DREAM」                              | 吉田美和  | 吉田美和、中村正人 |           |                          | 5:07 |
| 3.                 | 「晴れたらいいね 〜VERSION '18〜」               | 吉田美和  | 吉田美和           |           |                          | 3:07 |
| 4.                 | 「あなたとトゥラッタッタ♪」(INSTRUMENTAL)        | 吉田美和  |                    |           |                          | 2:33 |
| 5.                 | 「THE WAY I DREAM」(INSTRUMENTAL)                | 吉田美和  |                    |           |                          | 5:07 |
| 6.                 | 「晴れたらいいね 〜VERSION '18〜」(INSTRUMENTAL) | 吉田美和  |                    |           |                          | 3:07 |
| 7.                 | 「あなたとトゥラッタッタ♪」(BRASS BAND VERSION)  | 吉田美和  |                    | 高橋宏樹  | 大阪桐蔭高等学校吹奏楽部 | 2:33 |
| 合計時間:          | 合計時間:                                        | 合計時間: | 合計時間:          | 合計時間: | 24:07                    |      |